# Grup d'Acció Financera Internacional
El Grup d'Acció Financera Internacional (GAFI) (originalment en francès Groupe d'action financière, GAFI, o en anglès Financial Action Task Force, FATF) és un cos intergovernamental el propòsit del qual és el desenvolupament i promoció de polítiques, tant en nivells nacionals com internacionals, per combatre blanqueig de diners i finançament del terrorisme.
El GAFI és un organisme que treballa per generar la voluntat política necessària perquè a nivell estatal s'efectuïn les reformes legislatives i reguladores adequades en les àrees de la seva competència. El GAFI controla el progrés dels seus membres en la implementació de les mesures necessàries, examina les tècniques i contramesures contra el blanqueig de diners i el finançament del terrorisme, i promou l'adopció i aplicació de mesures apropiades a nivell mundial. En aquesta tasca el GAFI col·labora amb altres organismes internacionals implicats en la lluita contra el blanqueig de diners i el finançament del terrorisme.
El GAFI el va crear el G7 l'any 1989 com a resposta a les preocupacions creixents que a nivell internacional hi havia en relació amb el blanqueig de capitals. No té una constitució clarament definida o una vida il·limitada, revisa la seva missió cada cinc anys. El 2004, els representants dels 33 membres del GAFI van estendre el seu mandat fins a l'any 2012.
El treball d'aquest organisme es basa en la formulació de les normes de conducta que els estats han de complir per tal de lluitar d'una forma eficaç contra el blanqueig de diners i contra el finançament del terrorisme. En un primer estadi el GAFI va publicar les 40 recomanacions contra el blanqueig de diners. Aquestes recomanacions han estat actualitzades i tenen un text complementari per tal de facilitar-ne la interpretació. Com a conseqüència dels atemptats de l'11 de setembre de 2001, es van publicar les 8 recomanacions especials contra el finançament del terrorisme, a les que posteriorment es va afegir una novena recomanació. Aquestes recomanacions també tenen un text interpretatiu complementari.
Des del 2000 manté una llista negra i una llista gris de països o territoris no col·laboradors en la lluita contra el blanqueig i contra el finançament del terrorisme.